# Епархия Пиньейру
Епархия Пиньейру (лат. Dioecesis Pinerensis) — епархия Римско-Католической церкви с центром в городе Пиньейру, Бразилия. Епархия Пиньейру входит в митрополию Сан-Луиш-до-Мараньяна. Кафедральным собором епархии Пиньейру является церковь святого Игнатия Лойолы.

## История
22 июля 1939 года Римский папа Пий XII издал буллу Ad maius Christifidelium, которой учредил территориальную прелатуру Пиньейру, выделив её из aрхиепархии Сан-Луиш-до-Мараньяна и территориальной прелатуры Гражау (сегодня - Епархия Гражау).
16 октября 1961 года территориальная прелатура Пиньейру передала часть своей территории в пользу возведения новой территориальной прелатуры Кандиду-Мендоса (сегодня – Епархия Зе-Доки).
16 октября 1979 года Римский папа Иоанн Павел II преобразовал буллой Cum praelatura территориальную прелатуру Пиньейру в епархию.

## Ординарии епархии
- епископ Карлуш Кармелу де Вашконшелош Мотта (1940 — 1944);
- епископ José Maria Lemerder (1944 — 1946);
- епископ Afonso Maria Ungarelli (1946 — 1975);
- епископ Carmelo Cassati (1975 — 1979);
- епископ Ricardo Pedro Paglia (1979 — 17.10.2012);
- епископ Elio Rama (17.10.2012 — по настоящее время).

## Источник
- Annuario Pontificio, Libreria Editrice Vaticana, Città del Vaticano, 2003, ISBN 88-209-7422-3
- Булла Cum prelaturae  (лат.)